# Kasteel de Ribaucourt

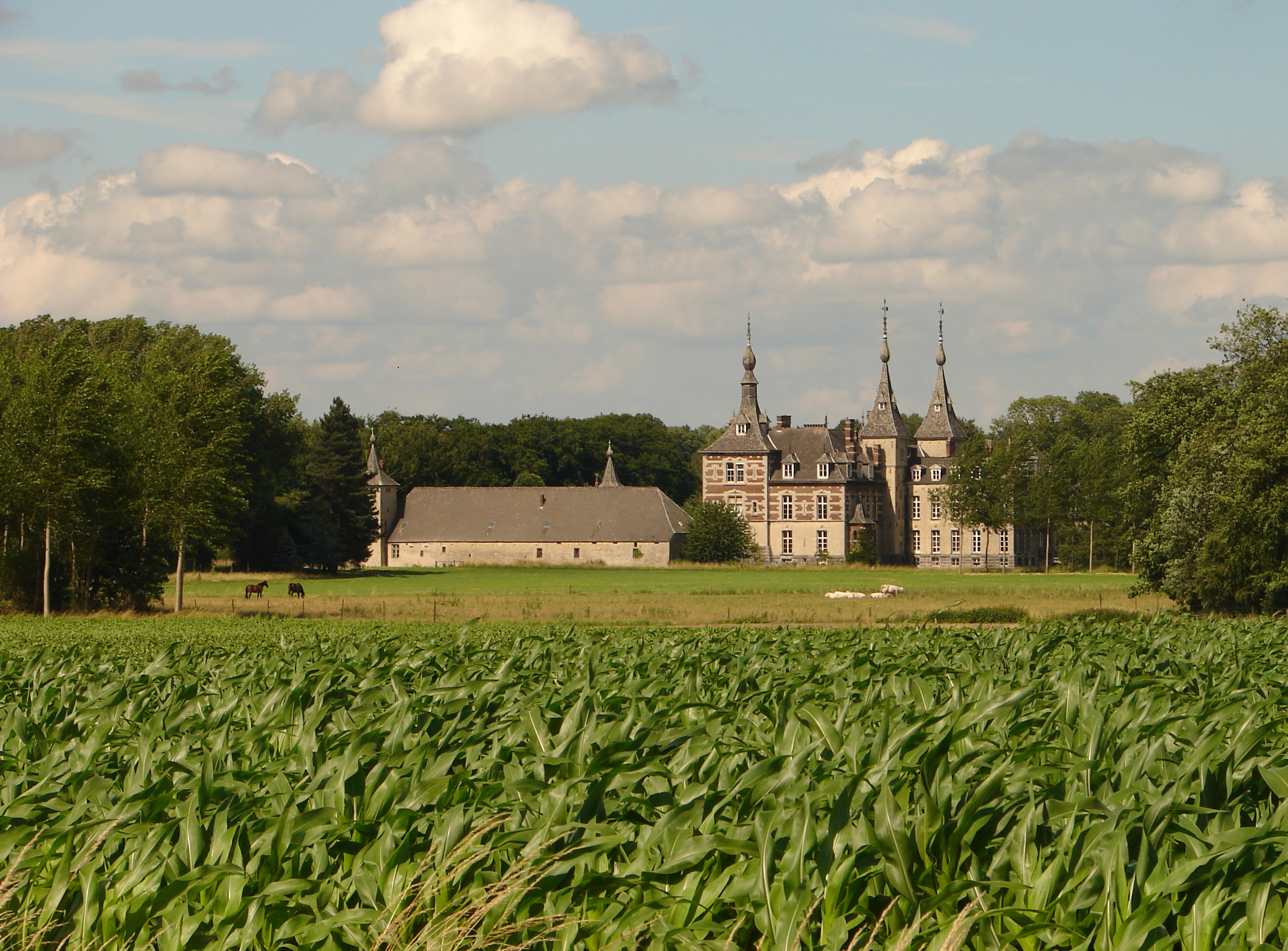
Het Kasteel de Ribaucourt

Het Kasteel van Perk, ook gekend als Domein van Perk of Kasteel de Ribaucourt, is een kasteel in de buurt van het Vlaams-Brabantse dorp Perk.

## Domein
Het kasteel stond los van het dorp en werd verbonden met een lange dreef, die een knik naar de kerk van Perk maakte. Deze kasteeldreef telde vier bomenrijen, zodat drie gangen ontstonden. De middengang werd gebruikt door de adel en hoog bezoek. De zijgang waren voor bezoekers van lagere rang bestemd. Rond het kasteel ligt een park van 40 hectare, dat in zijn geschiedenis verschillende malen werd heraangelegd, van een strak Frans geïnspireerd park naar een meer sierlijk Engels park.

## Geschiedenis
Het kasteel ontstond vermoedelijk als feodale motte in de twaalfde eeuw. Oorspronkelijk ging het enkel om een versterkte houten toren. In 1192 werd het reeds vermeld als eigendom van een zekere familie van Schoten. Godefridus van Schoten was de eerste heer van Perk, van wie vermelding wordt gemaakt in de Vrijheidskeure van Vilvoorde uit 1196. De heren van Perk gingen het kasteel vervolgens uitbreiden. Vervolgens wisselde het kasteel nog vaak van eigendom tussen verschillende Zuid-Brabantse families. Via een erfenis kwam het in 1400 in eigendom van de familie de Baronaige. In 1626 werd Frederik de Marselaer, via zijn vrouw Margareta de Baronaige, heer van Perk. Toen de laatste mannelijke afstammeling van de familie de Marselaer in 1718 kinderloos stierf, kwam Perk onder de familie Van Steelant. Het wapen van de gemeente Perk was, tot voor de fusie in 1977, dat van de familie Van Steelant.

### Bekende bezoekers
In 1696 logeerde de prins van Nassau-Saarbrücken er als generaal der legers van de Verenigde Provinciën.
Lodewijk XV van Frankrijk, verbleef er op 9 mei 1746, enkele dagen na zijn triomftocht in Brussel. Tijdens de Tweede Wereldoorlog leidde Britse generaal Dempsey de slag om Arnhem vanuit het Kasteel de Ribaucourt.

### Familie de Ribaucourt
Tijdens de Franse tijd in België werd het kasteel in 1809 aangekocht door Pierre-Antoine Bounder van Melsbroek, een Frans officier. Deze verkocht het in 1833 aan Prosper Christyn, graaf de Ribaucourt, telg uit het geslacht Christyn de Ribaucourt, een senator uit Dendermonde. Sindsdien was dit tot in de eenentwintigste eeuw het voornaamste ankerpunt voor de familie. Een groot deel van de familie werd er geboren of stierf er. Een drietal onder hen was burgemeester van de gemeente.
In 2007 overleed de ongehuwde graaf Daniel de Ribaucourt als laatste bewoner van de familie de Ribaucourt. Het kasteel werd overgenomen door en wordt bewoond door graaf Paul de Lannoy en zijn gezin. Sindsdien wordt het kasteel door de gemeente Steenokkerzeel aangeduid als het 'kasteel van Perk'.